# Betty Ting Pei
Betty Ting Pei (Cinese tradizionale:丁珮), pseudonimo di Tang Mei-li (Taipei, 19 febbraio 1947) è un'attrice e produttrice cinematografica taiwanese.
Nonostante abbia recitato in più di 30 film, dove ha interpretato per lo più ruoli di amante e scene erotiche, è conosciuta per la morte di Bruce Lee avvenuta nel suo appartamento.

## Carriera
Tang Mei-li, vero nome di Betty Ting Pei, è nata a Pechino da una famiglia importante e politicamente influente. Suo padre e suo nonno erano medici, mentre la madre discendeva dai signori della guerra. La sua famiglia si trasferì a Taiwan quando lei aveva due anni.
Qui reciterà nei suoi primi sei film taiwanesi con la Cina Motion Picture Corporation.
Nel gennaio del 1967 viene notata da Peter Pan Lei, regista della Shaw Brothers, e adotterà il nome di Ting Pei. Il suo primo film con la produzione cinese, ad Hong Kong, è stato The Purple Shell, dove interpreta una ballerina a pagamento. Fino agli anni 70 reciterà in film drammatici, commedie, musical e di arti marziali, ma sarà conosciuta più per il suo ruolo di amante e per le scene erotiche.
Farà parte anche di alcuni musical del direttore Inoue Umetsugu, come: The Millionaire Chase, The Yellow Muffler e The Brain Stealers.
Nel 1971 conobbe Bruce Lee e divenne sua amica. Poiché Lee la frequentava e morirà in circostanze mai del tutto chiarite nel letto dell'attrice la sera del 20 luglio 1973, la stampa scandalistica di Hong Kong dirà che erano amanti. Lei smentirà sempre. Dedita all'alcool alle droghe e al gioco d'azzardo, amante di uomini della triade, i suoi cospicui debiti di gioco furono azzerati dopo la morte di Lee, il che diede adito a molti sospetti.
Nel 1974, con la Golden Harvest recita nel film di successo Games Gamblers Play e nel film Stoner, conosciuto anche come Shrine Of The Ultimate Bliss, dove recita con Angela Mao, Sammo Hung e una scena d'amore con George Lazenby. L'anno successivo recita nel film The Changing Clouds con Nora Miao.
Nel 1976 è protagonista del film Io... Bruce Lee prodotto dalla Shaw Bros  in cui interpreta se stessa come  l'amante ingenua e maltrattata del noto campione di arti marziali, ritratto come un teppista drogato e con un male  nel cervello. Il film è una palese operazione di mistificazione ma anche una ammissione della loro relazione extraconiugale giacché Betty interpreta Betty. Il fatto che il produttore sia Run Run Shaw, il più potente magnate di Hong Kong (anche lui in non eccelsi rapporti con Lee) apparve ambiguo alla stampa di Hong Kong. Anche Shaw era stato sospettato dal pubblico della morte del divo.
Successivamente Betty ha sposato il produttore-Triade Charles Heung, ritenuto vox populi coinvolto nella morte di Lee, e capo della Win's Film Productions. I sostenitori della tesi complottistica sulla morte di Lee lo ritennero un matrimonio di convenienza poiché lei aveva una figlia piccola e temeva per la sua vita. Era un modo di comprare il silenzio di Betty sulla verità della morte del divo. Due anni dopo Betty divorziò.
Nel 1985 ha recitato nel suo ultimo film My Name Ain't Suzie, e ritiratasi dalle scene è poi diventata una suora buddista. Le triadi non uccidono preti e suore buddhiste per cui tale mossa fu ritenuta un modo di Betty per salvarsi la vita. Mediocre attrice ma donna dalle potenti relazioni, nel 2005 ha contribuito alla statua dedicata a Bruce Lee sulla baia. Anche questa sua ennesima mossa fu letta da molti come tardiva ammenda per non aver mai detto il vero sulla scomparsa del divo.

## Rapporto con Bruce Lee
Betty conobbe Bruce Lee nel 1971 diventandone amica ed assidua frequentatrice. Il 20 luglio del 1973, Bruce Lee morì nell'appartamento dell'attrice al 67 Beacon Hill Road, Kowloon Tong, Hong Kong e quando si seppe la notizia Betty finì su tutti i titoli dei giornali. Bruce si trovava lì per discutere riguardo al copione del film Game of Death, prodotto dalla Golden Harvest, in cui l'attrice era stata scelta per avere un ruolo da protagonista.Secondo quanto riferito da Betty all'inchiesta, Lee iniziò a lamentarsi di un forte mal di testa, lei gli diede una compressa di Equagesic, farmaco composto da aspirina e meprobamato. L'attore poi si mise a dormire ma quando l'attrice non riuscì a svegliarlo, poiché avevano un appuntamento a cena con il produttore Raymond Chow, proprietario della Golden Harvest, chiamò il suo medico personale e il produttore. Trovarono Lee comatoso ma perfettamente composto, gli abiti senza pieghe e le braccia distese ai fianchi. Il medico non riuscì a rianimarlo e chiamò un'ambulanza. Fu ricoverato al Queen Elizabeth Hospital, dove fu dichiarato morto all'arrivo. La stampa attaccò Betty per il considerevole ritardo nel chiamare l'ambulanza, circostanza che probabilmente avrebbe salvato la vita a Lee, la cui morte sarebbe stata causata da una reazione allergica al farmaco, provocandogli un edema cerebrale. Il referto del medico legale è stato di "morte accidentale”, tuttavia Betty non poté partecipare ai funerali a causa delle minacce di linciaggio dei fans di Lee. In quei giorni, si trasferì presso l’attore, nonché mafioso, Charles Heung, col quale si unirà in matrimonio.

## Filmografia

### Attrice
- The Silent Wife (1965)
- Beautiful Duckling (1965)
- Poisonous Rose (1966)
- The Monument of Virtue (1966)
- The Purple Shell (1967)
- The Brain-Stealers (1968)
- The Singing Escort (1969)
- The Millionaire Chase (1969)
- Dear Murderer (1969)
- Tomorrow Is Another Day (1969)
- Apartment for Ladies (1970)
- Hellgate (1970)
- Four Winds (1971)
- The Night Is Young (1971)
- Le 14 amazzoni (1972)
- Stranger in Hong Kong (1972)
- The Yellow Muffler (1972)
- Madness of Love (1972)
- Love for Sale (1973)
- The Rendezvous of Warriors (1973)
- The Call Girls (1973)
- Adultery Chinese Style (1973)
- Love Across the Seas (1973)
- Stock Fever (1973)
- The Looks of Hong Kong (1974)
- Games Gamblers Play (1974)
- Stoner (1974)
- Evidence (1974)
- Naughty! Naughty! (1974)
- The Virgin Mart (1974)
- Il padrino cinese e gli ultimi giorni di Bruce Lee (1974)
- April Fool (1974)
- A Debt of Crime (1975)
- Old Master Q (1975)
- The Playboy (1975)
- The Changing Clouds (1975)
- A Chilled Spring (1975)
- The Wandering Life (1975)
- Io... Bruce Lee (1976)
- Autumn Leaves (1977)
- Mysterious Footworks of Kung Fu (1978)
- Sulle orme di Bruce Lee (1978)
- Sensual Pleasures (1978)
- The Lawman (1979)
- Mahjong Heroes (1981)
- The 82 Tenants (1982)
- Lost Generation (1983)
- My Name Ain't Suzie (1985)

### Produttrice
- Io... Bruce Lee (1976)
- Mysterious Footworks of Kung Fu (1978)